# Чиг, Муаззез Илмие
Муаззе́з Ильмие́ Чыы (урождённая Ити́ль; тур. Muazzez İlmiye Çığ; 20 июня 1914, Бурса — 17 ноября 2024, Мерсин) — турецкий шумеролог. Старейшая, когда-либо жившая, турецкая долгожительница, возраст которой подтверждён Группой геронтологических исследований (GRG).

## Биография и карьера
Родилась в семье крымских татар. Её предки покинули Крым и эмигрировали в Османскую империю; семья отца обосновалась в Мерзифоне, а матери — в Бурсе. Там Муаззез и появилась на свет всего за несколько недель до начала Первой мировой войны. Её родители переехали сначала в Измир, а позже, после того как греческие войска 15 июня 1919 года вторглись в Измир, уехали в Чорум.
В Чоруме она посещала начальную школу, а позднее в Бурсе ходила в частную школу Bizim Mektep, где изучала французский и игру на скрипке. В 1926 году она сдала вступительный экзамен в Bursa Kız Muallim Mektebi (женское педагогическое училище в Бурсе). После окончания училища в 1931 году она устроилась на работу в Эскишехир, где преподавал её отец.
В соответствии с республиканским духом времени факультет языков, истории и географии Анкарского университета целенаправленно вёл набор студенток. Муаззез Итиль прошла конкурс в 1938 году и получила место на кафедре археологии. Там она училась у немецко-еврейских учёных, бежавших из Третьего Рейха Ганса Густава Гютербока и Бенно Ландсбергера немецкому языку, хеттологии и шумерологии. В 1940 году она окончила учёбу. В это же время она вышла замуж за Кемаля Чига (1913—1983), директора музея Топкапы в Стамбуле; с ним оставалась вместе до конца его жизни.

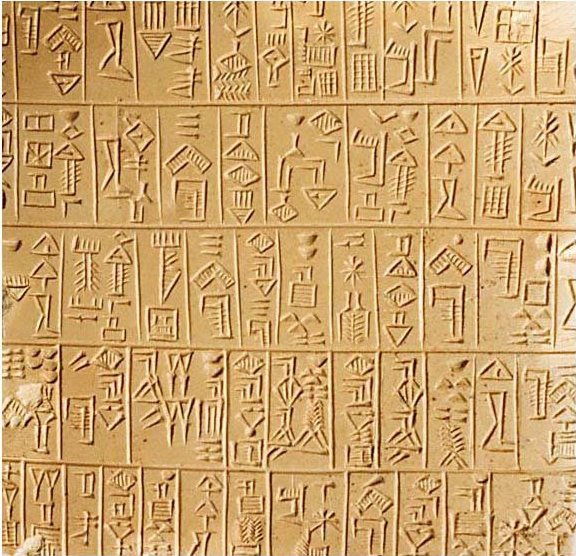
Шумерская глиняная табличка

Она работала в Археологическом музее Стамбула в команде Сэмюэла Крамера над реставрацией и переводом 75 000 шумерских глиняных табличек. В 1971 году она вышла на пенсию. Она продолжила заниматься наукой, посещала международные шумерологические конгрессы, перевела на турецкий язык книгу Сэмюэла Крамера «История начинается с Шумера» и написала множество научно-популярных работ для турецких читателей.
В июне 2024 года она отметила своё 110-летие, став первой бесспорной женщиной-долгожительницей в Турции, а также вторым человеком среди супердолгожителей, когда-либо зарегистрированных в Турции, после Якупа Сатара.
13 июля 2024 года она превзошла последний возраст Якупа Сатара, составивший 110 лет и 22 дня, что сделало её старейшим человеком в истории Турции.
Чиг умерла 17 ноября 2024 года в возрасте 110 лет и 150 дней.

## Дискуссия о платках
Как историк она выдвинула тезис о том, что прикрывающий голову платок впервые появился у шумеров. В то время он входил в дресс-код шумерских храмовых проституток. Этот научный тезис привёл к тому, что в 2006 году против неё был начат судебный процесс за распространение религиозной вражды (оскорбление ислама). Суд вынес оправдательный приговор, придя к выводу, что её книга не разжигает ненависть в Турции.

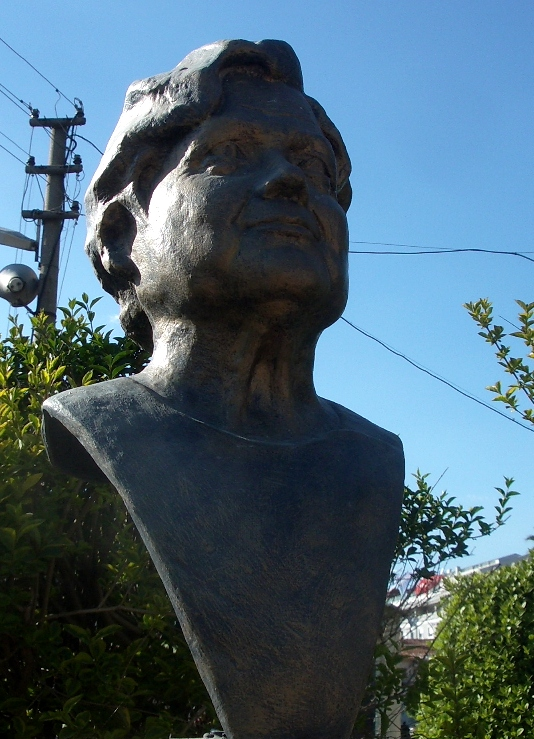
Бюст Муаззез Илмие Чиг в общественном парке в Кушадасы

## Документальный фильм
Документальный фильм Son Sümer Kraliçesi (Последняя шумерская царица) рассказывает о её жизни и даёт представление о шумерской истории.

## Награды и память
- Звание почётного доктора философского факультета университета Стамбула (4 мая 2000)[14]
- Бюст в общественном парке в Кушадасы